# 134
Glej tudi: število 134
134 (CXXXIV) je bilo navadno leto, ki se je po julijanskem koledarju začelo na četrtek.

## Dogodki
- 1. januar